# Programa de becas para indemnización de los bóxer
El Programa de becas para indemnización de los bóxer (en chino, 庚子賠款獎學金; pinyin, Gēngzǐ Péikuǎn Jiǎngxuéjīn) fue un programa de becas financiado con los fondos de indemnización de la Rebelión bóxer pagados a Estados Unidos, el programa permitía a estudiantes de China cursar estudios en Estados Unidos. El mismo ha sido denominado "el programa más importante para educación de chinos en Estados Unidos y el que mayores consecuencias y éxito ha tenido en China en cuanto a los estudios en el extranjero durante el siglo XX."

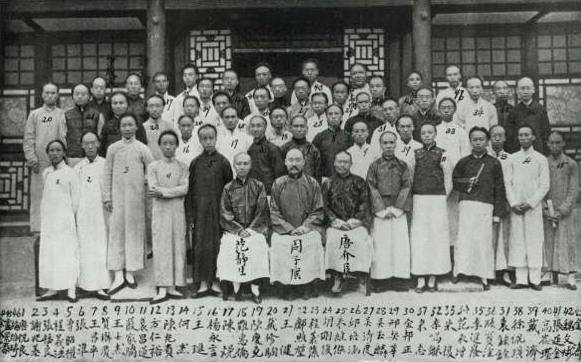
Fotografía en 1909 del primer grupo de estudiantes chino del Programa de becas para indemnización de los bóxer. Zhou Ziqi quien sería el futuro presidente de la República de China, se encuentra sentado en el centro.

## Antecedentes
Aunque había habido algunas oportunidades de educación superior para chinos en Estados Unidos relacionadas con la Misión educativa de China de Yung Wing este esfuerzo fue de muy corta duración finalizando en 1881 y hubo muy poca actividad posterior.
Luego de la rebelión de los bóxer, el Imperio Qing que fue vencido fue obligado a pagar una compensación de guerra por un total de 450,000,000 taels de plata fina (unos 333 millones de dólares de Estados Unidos actualizados) con una tasa de interés anual del 4%, durante 39 años, y finalmente pagó 982,238,150 taels (unas 34683 toneladas de plata), por los daños causados a la Alianza de las Ocho Naciones, de los cuales la parte de Estados Unidos era el 7,32%, la rusa 28.97%, la alemana 20.02%, la francesa 15.75%，la británica 11.25%, la japonesa 7.73%, la italiana 7.32%, la belga 1.89%, la austrohúngara 0.89%, la holandesa 0.17%, y la española, la portuguesa, la sueca y la noruega 0.025% cada uno.
Cuando Liang Cheng, el representante Qing ante Estados Unidos, se enteró de que según los términos del Boxer Protocol Estados Unidos tenía asignado más dinero del que inicialmente había solicitado, comenzó una campaña para presionar a Estados Unidos para que devolviera la diferencia a China. Luego de varios años, finalmente el gobierno de Theodore Roosevelt decidió en junio de 1907 utilizar esa diferencia para crear un programa de becas para estudiantes chinos que fueran a estudiar a Estados Unidos.  El misionero norteamericano Arthur Henderson Smith también ayudó a persuadir a Roosevelt de utilizar el dinero de la indemnización para educación.

## Desarrollo
El programa establecido en 1909, financiaba la selección, entrenamiento preparatorio, viaje a Estados Unidos y costos de estudio de los beneficiarios de las becas. Parte del primer envío de fondos se utilizó para fundar en 1911 una escuela preparatoria (肄業館 Yìyèguǎn) en Pekín (Beijing) para aquellos graduados chinos que fueran a continuar sus estudios en universidades norteamericanas, la escuela se denominó  Tsinghua College aunque también se la conocía como la "American Indemnity College" (美國賠款學校 Měiguó Péikuǎn Xuéxiào). Esta escuela fue posteriormente expandida brindando cursos de cuatro años de duración y cursos de postgrado y se transformó en la Universidad Tsinghua.
Un segundo envío de fondos en 1924 permitió crear la China Foundation (中華文化教育基金會 Zhōnghuá Wénhuà Jiàoyù Jījīnhuì) que a su vez creó en 1926 el China Institute en la ciudad de Nueva York.
Aproximadamente 1,300 estudiantes pudieron aprovechar el programa entre los años 1909 a 1929. En 1929, luego que  Tsinghua se convirtiera en una universidad establecida, se habilitó el Programa de indemnización bóxer a candidatos de todo tipo. En total cinco grupos de estudiantes recibieron educación en Estados Unidos antes de que se produjera en 1937 la invasión japonesa a China.

## Legado
Varios chinos y chinos-norteamericanos prominentes recibieron los beneficios del Programa de becas para indemnización de los bóxer, incluidos el filósofo Hu Shih, el ganador del Premio Nobel Chen Ning Yang, el matemático Kai Lai Chung, el lingüista Yuen Ren Chao, el educador Kuo Ping-Wen, y el científico en cohetería Tsien Hsue-shen. Las becas sirvieron de modelo al sistema de ayuda económica del Programa Fulbright para intercambios educativos internacionales.
Posteriormente el Reino Unido, Francia, y Japón también crearon programas similares para estudiantes chinos.